# Callopistria quadralba
Callopistria quadralba là một loài bướm đêm trong họ Noctuidae.